# Cheiracanthium simplex
Cheiracanthium simplex là một loài nhện trong họ Miturgidae.
Loài này thuộc chi Cheiracanthium. Cheiracanthium simplex được Tord Tamerlan Teodor Thorell miêu tả năm 1899.